# Here I Am (album Alexandra Klawsa)
Here I Am – drugi album studyjny niemieckiego wokalisty - Alexandra Klawsa. Płyta została wydana 12 lipca 2004 roku.

## Lista utworów
1. Sunshine After The Rain (Radio Mix)  	    /03:11/
2. Free Like The Wind 	                    /03:44/
3. Here I Am 	                            /04:02/
4. Maybe 	                                    /03:47/
5. Another Heart Is Broken 	            /03:38/
6. Break Free 	                            /03:08/
7. There Is No Good In Goodbye 	            /03:52/
8. Light Of Day 	                            /04:11/
9. Behind The Sun 	                    /03:56/
10. If I Could Live Forever 	            /03:25/
11. Don't Be Cool 	                            /04:14/
12. You've Got That Look 	                    /03:38/
13. Why Does It Always Rain On Me 	            /03:33/
14. Sunshine After The Rain (Summer Dream Mix) /04:24/

## Single
Free Like The Wind – wydany 27 października 2003 r.
Wydany został również singiel "Free Like The Wind" w ramach promocji dostępny tylko dla stacji radiowych.
1. Free Like The Wind (Radio Version)   	   /03:47/
2. Free Like The Wind (Orchestral Verion)    /03:46/
3. Free Like The Wind (Instrumental Version) /03:45/
4. Like A Hero  	                           /03:38/
5. Free Like The Wind (Video-Clip) 	   /03:47/

Behind The Sun – wydany 23 lutego 2004 r.
1. Behind The Sun (Radio Edit)   	     /04:04/
2. Behind The Sun (Classic Mix)  	     /04:01/
3. Behind The Sun (Guitar Mix)  	     /04:00/
4. Behind The Sun (Radio Instrumental) /03:59/
5. Behind The Sun (Music Video) 	     /04:04/

Sunshine After The Rain – wydany 7 czerwca 2004 r.
1. Sunshine After The Rain (Radio Version)  	   /03:11/
2. Sunshine After The Rain (Alternative Pop Version) /02:58/
3. Sunshine After The Rain (Summer Dream Version)    /04:24/
4. Sunshine After The Rain (Acoustic Version)  	   /03:11/
5. Sunshine After The Rain (Instrumental Version)    /03:11/

Here I Am – wydany 18 października 2004 r.
1. Here I Am (Radio Version)   	/03:35/
2. Here I Am (Unplugged Version)  /03:39/
3. Inspiration (Non Album Track)  /03:43/
4. Here I Am (Album Instrumental) /03:58/
5. Here I Am (Video) 	        /04:18/